# Coupe d'Europe des nations d'athlétisme 1998
Navigation
CE des nations 1997 CE des nations 1999
La 19e coupe d'Europe des nations d'athlétisme se déroule les 27 et 28 juin 1998 à Saint-Pétersbourg en Russie pour la Superligue, et entre le 5 et le 7 juin à Budapest et Malmö pour la 1re division, à Kaunas et Belgrade pour la 2e division. Elle comporte 20 épreuves chez les hommes et 19 chez les femmes.
La Grande-Bretagne remporte l'épreuve masculine après son succès de l'année précédente. Chez les femmes, la Russie s'impose pour la 2e fois consécutive.

## Superligue
Elle se déroule au stade Petrovski de Saint-Pétersbourg. Chez les hommes les Britanniques l'emportent de peu, notamment grâce aux victoires de Colin Jackson au 110 m haies, Jonathan Edwards au triple saut ainsi qu'aux relais. Chez les femmes la différence est plus nette, les athlètes russes comptabilisant 9 victoires sur les 19 épreuves. Les Françaises accèdent au podium pour la 1re fois de leur histoire grâce à une équipe homogène (pas de victoire individuelle, mais 4 deuxièmes places et 4 troisièmes places).
| Place | Pays               | Points |
| ----- | ------------------ | ------ |
| 1     | Royaume-Uni        | 111    |
| 2     | Allemagne          | 108,5  |
| 3     | Russie             | 102    |
| 4     | Italie             | 101    |
| 5     | France             | 89,5   |
| 6     | République tchèque | 87     |
| 7     | Espagne            | 67,5   |
| 8     | Finlande           | 52,5   |

| Place | Pays               | Points |
| ----- | ------------------ | ------ |
| 1     | Russie             | 124    |
| 2     | Allemagne          | 108    |
| 3     | France             | 93     |
| 4     | République tchèque | 89     |
| 5     | Royaume-Uni        | 81     |
| 6     | Italie             | 78     |
| 7     | Ukraine            | 64     |
| 8     | Slovénie           | 45     |

## Résultats par épreuve

### Hommes
| Épreuve | Or                                                          | Or             | Argent                                                              | Argent         | Bronze                                                                     | Bronze         |
| --- | ----------------------------------------------------------- | -------------- | ------------------------------------------------------------------- | -------------- | -------------------------------------------------------------------------- | -------------- |
| 100 m | Stéphane Cali FRA                                           | 10 s 32        | Aleksandr Porkhomovskiy RUS                                         | 10 s 40        | Colin Jackson GBR                                                          | 10 s 41        |
| 200 m | Douglas Walker GBR                                          | 20 s 42        | Christophe Cheval FRA                                               | 20 s 61        | Alessandro Attene ITA                                                      | 20 s 69        |
| 400 m | Mark Richardson GBR                                         | 45 s 81        | Jan Poděbradský CZE                                                 | 46 s 10        | Dmitriy Golovastov RUS                                                     | 46 s 50        |
| 800 m | Andrea Longo ITA                                            | 1 min 45 s 40  | Lukáš Vydra CZE                                                     | 1 min 45 s 92  | Andrew Hart GBR                                                            | 1 min 46 s 19  |
| 1 500 m | Giuseppe D'Urso ITA                                         | 3 min 44 s 58  | Reyes Estévez ESP                                                   | 3 min 44 s 91  | John Mayock GBR                                                            | 3 min 45 s 09  |
| 3 000 m | Dieter Baumann GER                                          | 7 min 41 s 92  | Manuel Pancorbo ESP                                                 | 7 min 42 s 24  | Anthony Whiteman GBR                                                       | 7 min 43 s 61  |
| 5 000 m | Alberto García ESP                                          | 13 min 37 s 45 | Mustapha Essaïd FRA                                                 | 13 min 37 s 79 | Stéphane Franke GER                                                        | 13 min 38 s 90 |
| 3 000 m steeple | Alessandro Lambruschini ITA                                 | 8 min 32 s 96  | André Green GER                                                     | 8 min 34 s 21  | Mohamed Bélabbès FRA                                                       | 8 min 35 s 12  |
| 110 m haies | Colin Jackson GBR                                           | 13 s 17        | Falk Balzer GER                                                     | 13 s 22        | Jean-Marc Grava FRA                                                        | 13 s 63        |
| 400 m haies | Ruslan Mashchenko RUS                                       | 48 s 68        | Thomas Goller GER                                                   | 48 s 88        | Pawel Januszewski POL                                                      | 48 s 94        |
| 4 × 100 m | GBR Allyn Condon Darren Campbell Doug Walker Julian Golding | 38 s 56        | FRA Emmanuel Bangué Frédéric Krantz Christophe Cheval Stéphane Cali | 38 s 90        | RUS Sergey Bychkov Aleksandr Porkhomovskiy Andrey Grigoriev Andrey Fedoriv | 39 s 13        |
| 4 × 400 m | GBR Roger Black Jamie Baulch Iwan Thomas Mark Richardson    | 3 min 0 s 95   | ITA Walter Pirovano Marco Vaccari Edoardo Vallet Fabrizio Mori      | 3 min 3 s 45   | FRA Bruno Wavelet Marc Foucan Marc Raquil Fred Mango                       | 3 min 3 s 57   |
| Saut en hauteur | Sergey Klyugin RUS                                          | 2,28 m         | Ben Challenger GBR                                                  | 2,28 m         | Tomáš Janku CZE                                                            | 2,25 m         |
| Saut à la perche | Yevgeniy Smiryagin RUS                                      | 5,60 m         | Javier García ESP Heikki Vääräniemi FIN                             | 5,50 m         |                                                                            |                |
| Saut en longueur | Kirill Sosunov RUS                                          | 8,38 m         | Milan Kovár CZE                                                     | 8,14 m         | Nathan Morgan GBR                                                          | 7,85 m         |
| Triple saut | Jonathan Edwards GBR                                        | 17,29 m        | Jirí Kuntoš CZE                                                     | 16,91 m        | Hrvoje Verzi GER                                                           | 16,74 m        |
| Lancer du poids | Mika Halvari FIN                                            | 20,79 m        | Oliver-Sven Buder GER                                               | 19,97 m        | Manuel Martínez ESP                                                        | 19,86 m        |
| Lancer du disque | Dmitriy Shevchenko RUS                                      | 65,14 m        | Jürgen Schult GER                                                   | 64,37 m        | Diego Fortuna ITA                                                          | 62,49 m        |
| Lancer du marteau | Heinz Weis GER                                              | 79,68 m        | Ilya Konovalov RUS                                                  | 79,68 m        | Enrico Sgrulletti ITA                                                      | 78,13 m        |
| Lancer du javelot | Boris Henry GER                                             | 84,77 m        | Sergey Makarov RUS                                                  | 84,37 m        | Aki Parviainen FIN                                                         | 84,33 m        |
| Records et Performances - AR : Record continental (area record) - CR : Record des championnats (championship record) - MR : Record du meeting (meet record) - NR : Record national (national record) - OR : Record olympique (olympic record) - PR : Record paralympique (paralympic record) - PB : Record personnel (personal best) - SB : Meilleure performance personnelle de la saison (season's best) - WL : Meilleure performance mondiale de l'année (world leader) - WJR : Record du monde junior (world junior record) - WR : Record du monde (world record) Circonstances et Conditions - DNF : N'a pas terminé (did not finish) - DNS : N'a pas pris le départ (did not start) - DQ : Disqualification (disqualification) - NM : Aucun essai valable enregistré (No Mark) - Q : Qualifié « directement » au prochain tour (ou à la prochaine compétition), lors d'une compétition majeure, grâce au classement ou à la réalisation des minima (automatic qualifier) - q : Qualifié au prochain tour (ou à la prochaine compétition), lors d'une compétition majeure, grâce au repêchage ou à la réalisation de l'une des meilleures performances parmi celles des « non qualifiés directement » (grâce au meilleur temps ou à la meilleure distance par exemple) (secondary qualifier) |                                                             |                |                                                                     |                |                                                                            |                |

### Femmes
| Épreuve | Or                                                                                 | Or             | Argent                                                              | Argent         | Bronze                                                              | Bronze         |
| --- | ---------------------------------------------------------------------------------- | -------------- | ------------------------------------------------------------------- | -------------- | ------------------------------------------------------------------- | -------------- |
| 100 m | Irina Privalova RUS                                                                | 11 s 04        | Christine Arron FRA                                                 | 11 s 14        | Andrea Philipp GER                                                  | 11 s 26        |
| 200 m | Erika Suchovská CZE                                                                | 22 s 96        | Sylviane Félix FRA                                                  | 22 s 96        | Melanie Paschke GER                                                 | 22 s 98        |
| 400 m | Helena Fuchsová CZE                                                                | 51 s 33        | Irina Rosikhina RUS                                                 | 51 s 48        | Allison Curbishley GBR                                              | 51 s 48        |
| 800 m | Larisa Mikhaylova RUS                                                              | 1 min 58 s 01  | Irina Lishchinskaya UKR                                             | 1 min 59 s 15  | Ludmila Formanová CZE                                               | 1 min 59 s 44  |
| 1 500 m | Olga Komyagina RUS                                                                 | 4 min 05 s 88  | Paula Radcliffe GBR                                                 | 4 min 05 s 92  | Andrea Šuldesová CZE                                                | 4 min 06 s 25  |
| 3 000 m | Olga Yegorova RUS                                                                  | 9 min 04 s 03  | Blandine Bitzner-Ducret FRA                                         | 9 min 06 s 74  | Luminita Zaituc GER                                                 | 9 min 10 s 18  |
| 5 000 m | Paula Radcliffe GBR                                                                | 15 min 06 s 87 | Kristina de Fonseca-Wollheim GER                                    | 15 min 10 s 33 | Joalsiae Llado FRA                                                  | 15 min 17 s 58 |
| 100 m haies | Brigita Bukovec SLO                                                                | 12 s 89        | Patricia Girard FRA                                                 | 12 s 89        | Tatyana Reshetnikova RUS                                            | 13 s 06        |
| 400 m haies | Tatyana Tereshchuk UKR                                                             | 54 s 15        | Yekaterina Bakhvalova RUS                                           | 54 s 72        | Silvia Rieger GER                                                   | 54 s 93        |
| 4 × 100 m | RUS Yekaterina Grigoryeva Galina Malchugina Natalya Voronova Irina Privalova       | 42 s 49        | GER Melanie Paschke Gabi Rockmeier Birgit Rockmeier Andrea Philipp  | 42 s 59        | FRA Linda Khodadin Christine Arron Patricia Girard Sylviane Félix   | 42 s 61        |
| 4 × 400 m | RUS Tatyana Chebykina Natalya Khrushchelyova Yekaterina Bakhvalova Irina Rosikhina | 3 min 25 s 52  | CZE Jitka Burianová Ludmila Formanová Hana Benesová Helena Fuchsová | 3 min 28 s 05  | GBR Michelle Pierre Donna Fraser Michelle Thomas Allison Curbishley | 3 min 28 s 07  |
| Saut en hauteur | Zuzana Kováciková CZE                                                              | 1,98 m         | Alina Astafei GER                                                   | 1,95 m         | Yelena Gulyayeva CZE                                                | 1,95 m         |
| Saut à la perche | Daniela Bártová CZE                                                                | 4,35 m CR      | Janine Whitlock GBR                                                 | 4,30 m         | Nicole Rieger GER                                                   | 4,20 m         |
| Saut en longueur | Fiona May ITA                                                                      | 7,08 m         | Lyudmila Galkina RUS                                                | 6,84 m         | Linda Ferga FRA                                                     | 6,75 m         |
| Triple saut | Fiona May ITA                                                                      | 14,65 m        | Šárka Kašpárková CZE                                                | 14,63 m        | Olena Hovorova UKR                                                  | 14,13 m        |
| Lancer du poids | Irina Korzhanenko RUS                                                              | 20,65 m        | Judy Oakes GBR                                                      | 18,38 m        | Stephanie Storp GER                                                 | 18,38 m        |
| Lancer du disque | Natalya Sadova RUS                                                                 | 64,18 m        | Anja Möllenbeck GER                                                 | 60,80 m        | Yelena Antonova UKR                                                 | 59,28 m        |
| Lancer du marteau | Olga Kuzenkova RUS                                                                 | 65,89 m        | Kirsten Münchow GER                                                 | 64,86 m        | Cécile Lignot FRA                                                   | 61,12 m        |
| Lancer du javelot | Tanja Damaske GER                                                                  | 62,30 m        | Nikola Tomecková CZE                                                | 60,82 m        | Oksana Makarova RUS                                                 | 58,38 m        |
| Records et Performances - AR : Record continental (area record) - CR : Record des championnats (championship record) - MR : Record du meeting (meet record) - NR : Record national (national record) - OR : Record olympique (olympic record) - PR : Record paralympique (paralympic record) - PB : Record personnel (personal best) - SB : Meilleure performance personnelle de la saison (season's best) - WL : Meilleure performance mondiale de l'année (world leader) - WJR : Record du monde junior (world junior record) - WR : Record du monde (world record) Circonstances et Conditions - DNF : N'a pas terminé (did not finish) - DNS : N'a pas pris le départ (did not start) - DQ : Disqualification (disqualification) - NM : Aucun essai valable enregistré (No Mark) - Q : Qualifié « directement » au prochain tour (ou à la prochaine compétition), lors d'une compétition majeure, grâce au classement ou à la réalisation des minima (automatic qualifier) - q : Qualifié au prochain tour (ou à la prochaine compétition), lors d'une compétition majeure, grâce au repêchage ou à la réalisation de l'une des meilleures performances parmi celles des « non qualifiés directement » (grâce au meilleur temps ou à la meilleure distance par exemple) (secondary qualifier) |                                                                                    |                |                                                                     |                |                                                                     |                |

## Première division
La 1re division (First League), divisée en deux groupes, se dispute à Budapest (Hongrie) les 5 et 6 juin et à Malmö (Suède) les 6 et 7 juin 1998. La Pologne fait monter ses deux équipes en Superligue, tandis que le Portugal et la Slovaquie sont doublement reléguées.
| Place | Pays      | Points |
| ----- | --------- | ------ |
| 1     | Grèce     | 120,5  |
| 2     | Hongrie   | 107,5  |
| 3     | Ukraine   | 105    |
| 4     | Roumanie  | 88     |
| 5     | Suisse    | 88     |
| 6     | Slovénie  | 74     |
| 7     | Portugal  | 68,5   |
| 8     | Slovaquie | 63,5   |

| Place | Pays        | Points |
| ----- | ----------- | ------ |
| 1     | Pologne     | 125,5  |
| 2     | Suède       | 106,5  |
| 3     | Norvège     | 97,5   |
| 4     | Pays-Bas    | 96,5   |
| 5     | Biélorussie | 86     |
| 6     | Belgique    | 74     |
| 7     | Lettonie    | 70     |
| 8     | Danemark    | 63     |

| Place | Pays      | Points |
| ----- | --------- | ------ |
| 1     | Roumanie  | 135    |
| 2     | Grèce     | 102,5  |
| 3     | Hongrie   | 94     |
| 4     | Espagne   | 89     |
| 5     | Bulgarie  | 82     |
| 6     | Suisse    | 74     |
| 7     | Portugal  | 69,5   |
| 8     | Slovaquie | 37     |

| Place | Pays        | Points |
| ----- | ----------- | ------ |
| 1     | Pologne     | 117    |
| 2     | Biélorussie | 108    |
| 3     | Finlande    | 95     |
| 4     | Suède       | 88     |
| 5     | Pays-Bas    | 78     |
| 6     | Danemark    | 69     |
| 7     | Lettonie    | 68     |
| 8     | Norvège     | 58     |

## Seconde division
La 2e division (Second League), divisée en deux groupes, se dispute les 6 et 7 juin 1998 à Kaunas (Lituanie) et à Belgrade (Yougoslavie). À Belgrade, le pays hôte qualifie ses deux équipes en 1re division, de même que l'Irlande à Kaunas. Chez les hommes, l'équipe chypriote participe indépendamment de l'AASSE et est elle aussi promue.
| Place | Pays     | Points |
| ----- | -------- | ------ |
| 1     | Irlande  | 89     |
| 2     | Autriche | 83,5   |
| 3     | Croatie  | 79,5   |
| 4     | Estonie  | 68     |
| 5     | Lituanie | 62     |
| 6     | AASSE    | 38     |

| Place | Pays           | Points |
| ----- | -------------- | ------ |
| 1     | RF Yougoslavie | 129    |
| 2     | Chypre         | 110    |
| 3     | Turquie        | 107    |
| 4     | Israël         | 101    |
| 5     | Bulgarie       | 99     |
| 6     | Moldavie       | 75     |
| 7     | Albanie        | 46     |
| 8     | Arménie        | 37     |

| Place | Pays     | Points |
| ----- | -------- | ------ |
| 1     | Belgique | 105    |
| 2     | Irlande  | 98     |
| 3     | Lituanie | 89     |
| 4     | Autriche | 79     |
| 5     | Estonie  | 76     |
| 6     | Croatie  | 57     |
| 7     | AASSE    | 25     |

| Place | Pays              | Points |
| ----- | ----------------- | ------ |
| 1     | RF Yougoslavie    | 136    |
| 2     | Turquie           | 125    |
| 3     | Moldavie          | 95     |
| 4     | Israël            | 92     |
| 5     | Chypre            | 89     |
| 6     | Albanie           | 62     |
| 7     | Macédoine du Nord | 41     |
| 8     | Arménie           | 16     |

|  | Vainqueur de la compétition |  | Promotion en division supérieure |  | Relégation en division inférieure |